# كارين بابينا
كارين بابينا مواليد 16 يناير 1994، هي لاعبة كرة يد كونغولية تلعب كظهير أيسر. مثلت منتخب جمهورية الكونغو الديمقراطية لكرة اليد للسيدات.

## سجل المنافسة
شاركت في البطولات التالية:
- بطولة العالم لكرة اليد للسيدات 2015